# Butifarra (entrepà)
La butifarra és un entrepà típic de la gastronomia del Perú, del qual l'ingredient principal és un preparat especial del porc anomenat localment «pernil del país», complementat amb una salsa criolla de cebes, pebrot fresc en tires, sal, oli, vinagre, sobre una base d'enciam. El terme «butifarra» és referit per Juan de Arona en el seu Diccionario de Peruanismos de l'any 1884, indicant que se venia en les «chinganas», les corregudes de bous i, ocasionalment, al carrer. El «butifarrero» era el que venia butifarras en els espectacles taurins.